# Peelhorst

Tektonische kaart van het zuiden van Nederland en het Rijnland, waarop de Peelhorst en andere horsten en slenken van het Beneden-Rijnslenksysteem te zien zijn.

De Peelhorst of het Peelblok is een horst, een gebied dat aan weerszijden wordt begrensd door geologische afschuivingen in het noorden van Limburg en aangrenzend gebied in het Duitse Rijnland. De Peelhorst wordt in het westen begrensd door de Peelrandbreuk, die hem scheidt van de Roerdalslenk. Ten oosten van de Peelhorst ligt de Venloslenk, waarin tegenwoordig het Maasdal gelegen is. Het systeem van horsten en slenken waar al deze structuren toe behoren wordt de Beneden-Rijnslenk genoemd.
Hoewel in de geologische ondergrond het verzet (de totale beweging) langs de breuken van de Peelhorst vele honderden meters bedraagt, is het hoogteverschil aan de oppervlakte veel geringer. Het hoogste punt van de Peelhorst ligt op ongeveer 36 m boven de zeespiegel, tussen Helenaveen en Grashoek. Naar het noorden toe wordt de hoogte van de Peelhorst geringer en bedraagt in de Princepeel, ten westen van Wilbertoord, minder dan 17 meter. De Peelhorst ligt slechts enkele meters hoger dan de nabijgelegen slenken en van reliëf is nauwelijks sprake.
Enkele vrij abrupte hoogteverschillen zijn echter hier en daar wel aan te treffen bij de Peelrandbreuk of enkele daar parallel mee verlopende storingen. Hier treden vaak wijstverschijnselen op. Als bijkomend verschijnsel treden soms oerbanken op, die hier en daar op enige schaal werden ontgonnen en als ijzererts werden gebruikt in Nederlandse ijzergieterijen of voor de export bestemd waren.
Het zand op de horst is grover van korrel dan in de nabijgelegen slenk en bevat veel meer keien. Dit komt doordat dit zand door rivieren is afgezet (de formaties van Beegden en Kreftenheye), terwijl het zich in de slenk bevindende dekzand door de wind werd aangevoerd in de laatste fase van het Weichselien (onderdeel van de Formatie van Boxtel).
Op de Peelhorst stagneerde het water, daar ze een waterscheiding vormde tussen Maas en Aa. In perioden van zeespiegelstijging, zoals het Atlanticum, steeg op de horst ook het grondwaterpeil en begon zich veenmos te ontwikkelen, wat door het wateropnemend vermogen ervan een kunstmatige waterspiegel schiep en hoogveen ging vormen.
Deze hoogvenen zijn vanaf 1850 op steeds grotere schaal ontgonnen. Alle dorpen in dit eertijds vrijwel onbevolkt gebied zijn dan ook ontginningsdorpen die ná 1850 zijn gesticht.
Vrijwel in de lengterichting van de Peelhorst loopt het Defensiekanaal en de Middenpeelweg.